# 薔薇のスタビスキー
『薔薇のスタビスキー』（ばらのスタビスキー、Stavisky）は、1974年のフランスの映画。アラン・レネ監督の作品で、出演はジャン＝ポール・ベルモンドなど。スタヴィスキー事件で有名なセルジュ・アレクサンドル・スタヴィスキーの生涯の最後の数カ月を描いている。
本作でシャルル・ボワイエは、ニューヨーク映画批評家協会賞最優秀助演俳優賞を受賞した。

## ストーリー
1930年のはじめ、アレクサンドル・スタビスキーは生まれながらの野心家で、詐欺のような行為で大金を稼いでいた。彼は政財界の大物と仲良くなり、妻アルレッテと優雅な生活を送る。だが彼を怪しんだボニーという検察官の調べで、スタビスキーが偽公債を発行していたことがばれてしまい、スタビスキーはスイスの山荘へ逃亡することになる。

## キャスト
※括弧内は日本語吹替（初回放送1980年3月16日『日曜洋画劇場』）
- スタビスキー：ジャン＝ポール・ベルモンド（山田康雄）
- ラオール男爵：シャルル・ボワイエ（久米明）
- 弁護士ボレリ：フランソワ・ペリエ（二瓶秀雄）
- アルレッテ：アニー・デュプレー（平井道子）
- 検察官ボニー：クロード・リッシュ
- アンリエ：ジジ・バーリスタ